# Johann Ludwig Krapf

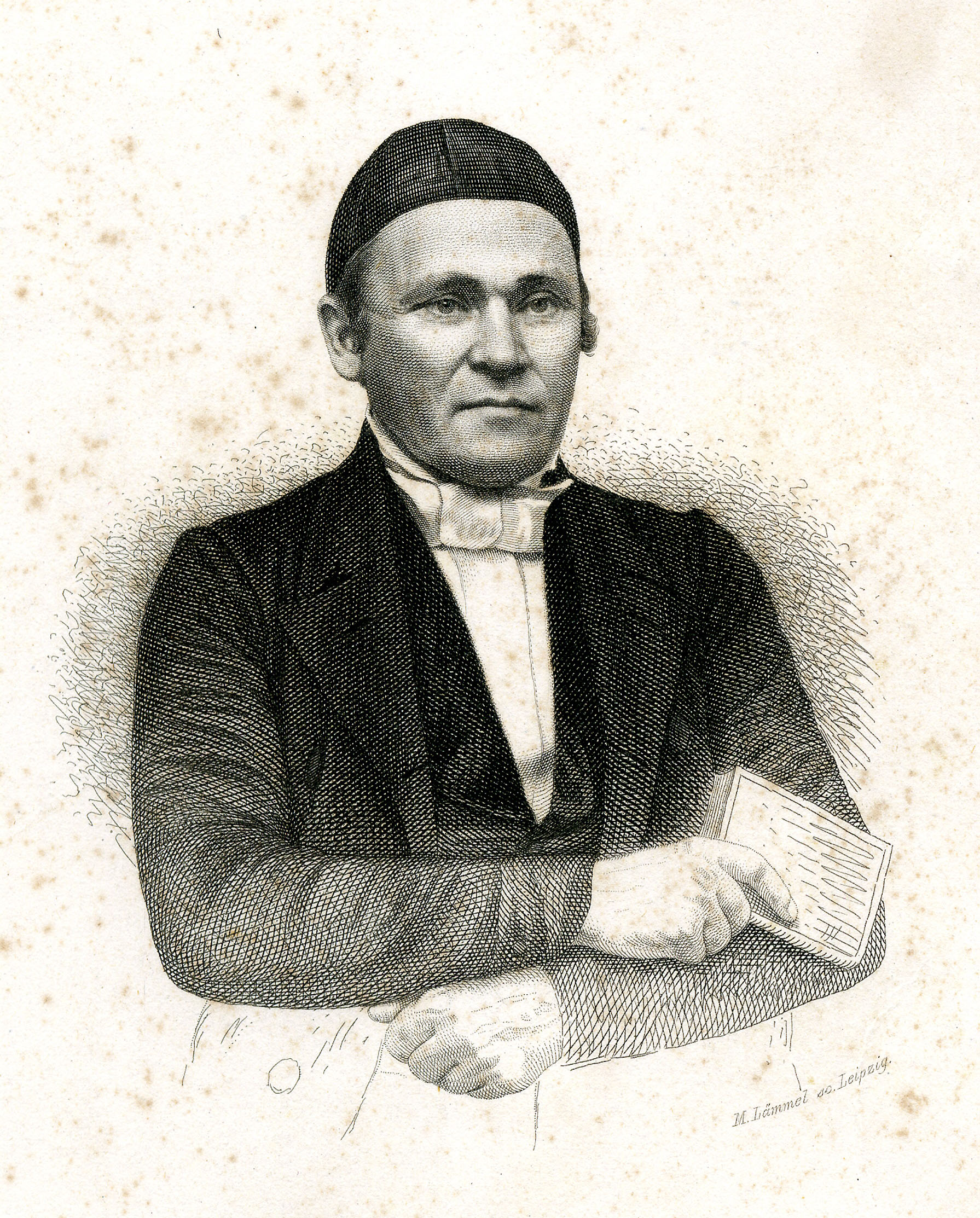
Johann Ludwig Krapf

Johann Ludwig Krapf (ur. 11 stycznia 1810 w Derendingen, zm. 26 listopada 1881 w Korntal) – niemiecki misjonarz o pietystycznych poglądach, odkrywca, etnolog i lingwista badający Afrykę Wschodnią.
Wraz z Johannem Rebmannem, misjonarzem i autorem między innymi słownika języka suahili odkrywał interior Afryki Wschodniej. Uważa się, że jako pierwsi z Europejczyków widzieli Kilimandżaro i górę Kenia. W 1836 roku, po studiach teologicznych wyjechał do Etiopii, by pracować jako misjonarz z ramienia kościoła anglikańskiego. Nauczył się wkrótce języka amharskiego oraz języków lokalnych. Zajmował się badaniem ludu Oromo, zwanego wtedy Galla. Przetłumaczył na ich język dużą część Pisma Świętego.